# 室谷哲
室谷 哲（むろたに さとる、1949年7月 - ）は、日本の歴史学者・経済学者（社会経済史学・アメリカ思想史・アメリカ社会史）。学位は、経済学修士（東京大学・1976年）。
東京都立大学 (1949-2011)経済学部助手、静岡県立大学国際関係学部教授、静岡県立大学副学長などを歴任した。

## 来歴

### 生い立ち
1949年7月生まれ。国際基督教大学に進学し、教養学部の社会科学科にて学んだ。1974年3月、国際基督教大学を卒業した。その後、東京大学の大学院に進学し、経済学研究科にて学んだ。1976年、東京大学より経済学修士の学位を授与された。1981年3月、東京大学の大学院の博士課程を満期退学した。

### 研究者として
東京都立大学 (1949-2011)（のちの首都大学東京）において、経済学部にて助手を務めた。その後、静岡県立大学に転じ、国際関係学部にて助教授に就任した。のちに、静岡県立大学にて、国際関係学部の教授に昇任した。国際関係学部においては、主として国際言語文化学科の講義を担当した。なお、静岡県立大学の大学院においては、国際関係学研究科の教授を兼務した。国際関係学研究科においては、主として比較文化専攻の講義を担当した。さらに、静岡県立大学の副学長に就任した。2015年3月31日、静岡県立大学を退職した。

## 研究
専門は歴史学や経済学であり、特に社会経済史学、アメリカ思想史、アメリカ社会史といった分野を研究するなど、その範囲は経済史をはじめ、思想史や社会史など多岐にわたっている。具体的には、アメリカ合衆国における、農民史の研究が知られている。そのほかにも、大衆消費社会やアメリカ映画を論じている。
学術団体としては、アメリカ史研究会、アメリカ経済史研究会、国際行動学会などの学会に所属した。

## 人物
ライトレールの導入、推進に熱心である。静岡県静岡市へのライトレールトランジット導入を目指す「LRTで結ぶ会」に参画しており、副会長を務めた。

## 略歴
- 1949年 - 誕生。
- 1974年 - 国際基督教大学教養学部卒業。
- 1981年 - 東京大学大学院経済学研究科博士課程満期退学。

## 著作

### 共著
- 木村浩・美尾浩子編著『文化・文明の新しき地平』北樹出版、1988年。ISBN 4893840274
- 榊正子ほか著、静岡県立大学英米文化研究室編『多様化する言語文化研究』静岡県立大学英米文化研究室、1990年。
- 畑光夫ほか著、静岡県立大学英米文化研究室編『変動期の言語文化研究』静岡県立大学英米文化研究室、1992年。
- 静岡県立大学英米文化研究室編『英米の言語と文化』静岡県立大学英米文化研究室、1993年。
- 松本克己ほか著、静岡県立大学英米文化研究室編『変容する言語文化研究』静岡県立大学英米文化研究室、1994年。
- 静岡県立大学英米文化研究室編『言語文化研究の新展開』静岡県立大学英米文化研究室、1995年。

### 執筆、寄稿等
- 関口尚志・梅津順一・道重一郎編『中産層文化と近代――ダニエル・デフォーの世界から』日本経済評論社、1992年。ISBN 4818810657

### 論文執筆
- 室谷哲稿「19世紀末アメリカ農民運動再考――経済的要因をめぐる一試論」『土地制度史学』23巻2号、政治経済学・経済史学会、1981年1月20日、43-59頁。ISSN 0493-3567
- 室谷哲稿「中西部反『独占』的農民運動と独占資本主義体制の成立――農民生活史からの一視座」『社會經濟史學』48巻2号、社会経済史学会、1982年7月15日、176-192・232-231頁。ISSN 0038-0113
- 室谷哲稿「19世紀末期アメリカ北部における『農民層分解』――統計分析の視座をめぐって」『経済と経済学』53号、東京都立大学経済学会、1983年12月、35-55頁。ISSN 0386-8737
- 室谷哲稿「100年後のソースタイン・ヴェブレン――『有閑階級』と『経済人』」『アメリカ史研究』22号、アメリカ史研究会、1999年、27-37頁。ISSN 0387-8228
- 室谷哲稿「ポピュリズム外伝――『オズの魔法使い』考」『アメリカ経済史研究』2号、アメリカ経済史研究会、2003年9月、65-80頁。ISSN 1347-1554
- 室谷哲稿「現代アメリカ映画にみるアメリカの心」『ことばと文化』9巻、静岡県立大学、2006年、31-63頁。ISSN 1345-1685
- 室谷哲稿「グローバル化時代の『テロ』映画とアメリカ社会」『ことばと文化』10巻、静岡県立大学、2007年、75-87頁。ISSN 1345-1685
- 室谷哲稿「アメリカ社会の自画像――裁判劇をめぐって」『ことばと文化』11巻、静岡県立大学、2008年、51-66頁。ISSN 1345-1685
- 室谷哲稿「アメリカの自画像――9.11テロ・ドキュメンタリーの見方・見られ方」『ことばと文化』12巻、静岡県立大学、2009年、55-81頁。ISSN 1345-1685

### 論文翻訳
- Thorstein Veblen著、室谷哲訳解説「社会主義理論において看過された若干の問題点」『経済と経済学』55号、東京都立大学経済学会、1984年10月、53-65頁。ISSN 0386-8737

### 書評
- 室谷哲稿「常松洋・松本悠子編『消費とアメリカ社会――消費大国の歴史-』」『社會經濟史學』72巻1号、社会経済史学会、2006年5月25日、117-119頁。ISSN 0038-0113

## 関連人物
- ソースティン・ヴェブレン
- 木村浩
- 榊正子